# Bécsi Pszichoanalitikus Társaság

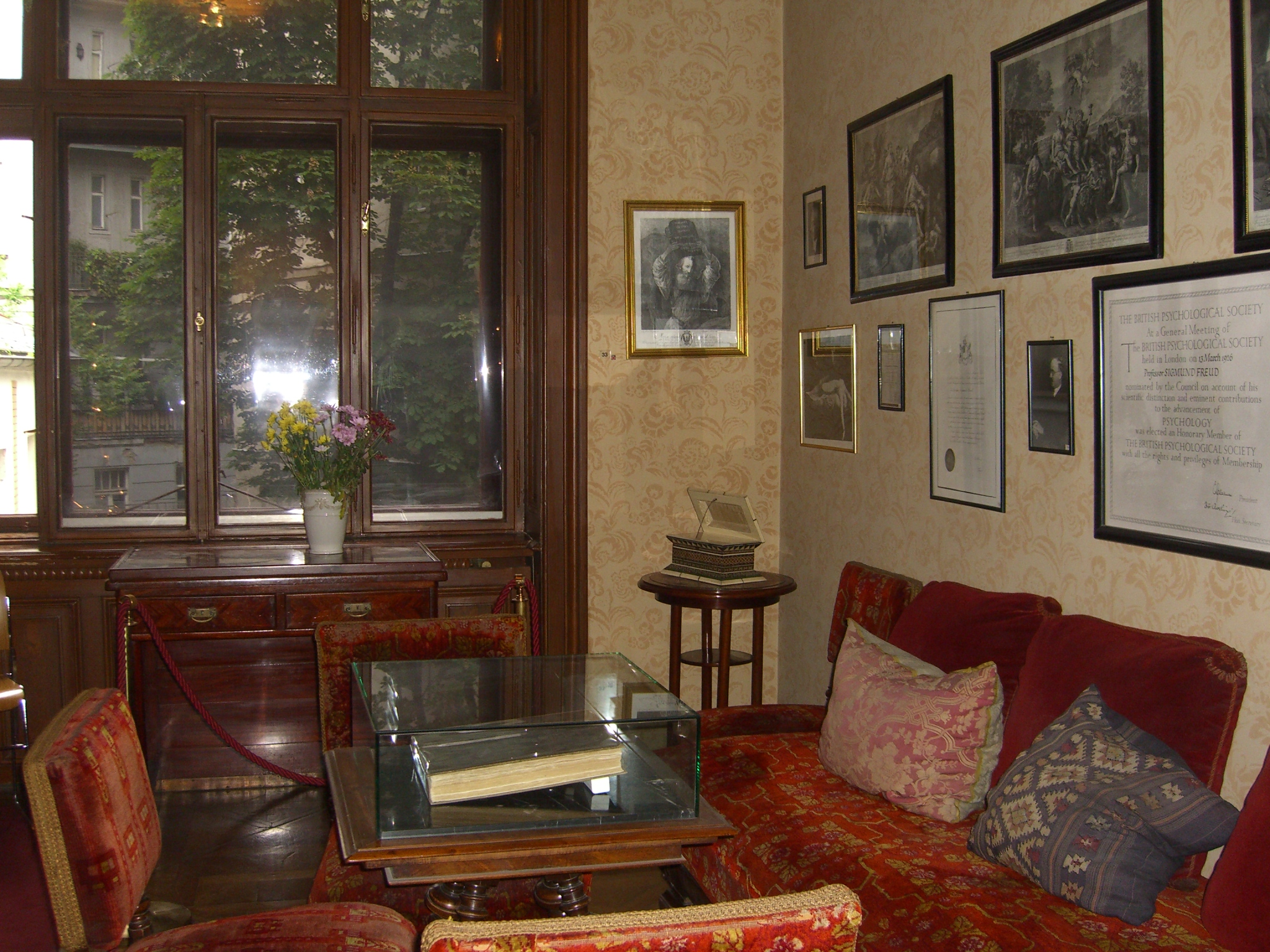
Sigmund Freud lakása, ahol az első gyűléseket tartották

A Sigmund Freud által alapított Bécsi Pszichoanalitikus Társaság – előzőleg Szerdai Pszichológiai Társaság (Psychologische Mittwochsgesellschaft) – 1902-ben jött létre Bécsben, pszichológiai témájú viták folytatására. Üléseiket kezdetben Freud lakásán tartották. A társaság 1908-ra nyerte el új nevét, és vált a nemzetközi pszichoanalitikus mozgalom irányítójává.
Első elnöke Alfred Adler volt (1911-ig).

## Az első ülések
1902 novemberében Sigmund Freud barátjának, Alfred Adlernek küldött levelében többek közt a következőket írta: „kollégáim és támogatóim megadják nekem azt az örömet, hogy eljönnek lakásomra este (fél kilenckor, vacsora után), hogy érdekes pszichológiai és neuropatológiai témákat vitassanak meg velem. Volna oly kedves, és csatlakozna hozzánk?” A csoport tagjai közé tartozott Wilhelm Stekel, Max Khane és Rudolf Reitler, s később csatlakozott Adler is. Stekel, egy bécsi orvos, kezdeti lökést adott a találkáknak. Freud, hogy mindenki hozzájáruljon a beszélgetéshez, az egyes neveket tartalmazó lapokat egy urnába rakta, majd kihúzott közülük egyet, és akinek a neve a lapon volt, annak kellett a témát megneveznie.
Új tagokat csak az egész csoport hozzájárulásával hívhattak meg, a társaságból azonban csak keveseket zártak ki. 1906-ra az akkor még Szerdai Pszichológiai Társaságnak hívott közösség, 17 doktorból, analitikusból, és „laikusból" állt. Otto Rankot ebben az évben fogadták fel, hogy gyűjtsön pénzt a társaság számára és hogy jegyzeteket vezessen a mindinkább bonyolódó beszélgetésekről. Mindegyik gyűlésről volt esetleírás, amelyet Freud összegzése zárt. Néhány tag részletekbe menő történetekkel szolgált saját pszichológiai és szexuális fejlődéséről.

## Aktív évek
Ahogy a társaság egyre több új taggal bővült, az analitikus őszinteség néha személyes támadások ürügyéül is szolgált.  Még mindig folytak beszélgetések, amelyekből fontos következtetéseket lehetett volna levonni, de sokszor az eszmecsere indulatossá vált. Több tag el akarta törölni azt a szokást, hogy az új ötletek tárgyalása az egész csoporton, és nem az ötlet kitalálóján álljon. Mivel a beszélgetések során számos új elképzelés született, Freud ajánlatára a tagok hozzászólásaikat saját szellemi tulajdonuknak, vagy „közösnek" jegyezték.
Egy vita tisztázására irányuló sikertelen próbálkozás során, Freud feloszlatta a Szerdai Pszichológiai Társaságot, és új csoportot hozott létre, amely a Bécsi Pszichoanalitikus Társaság nevet viselte. Alfred Adler ajánlatára az új tagok megválasztása titkos szavazáson dőlt el, és többé nem Freud invitálása volt a mérvadó. Bár a csoport demokratikusabbá vált, a megbeszélések vesztettek az eredeti változatos jellegükből. Ahogy a társaság identitása változott, Freud pszichoszexuális teóriái kerültek középpontba.

## Ismertebb tagjai
- Sigmund Freud
- Varga Jenő
- Victor Tausk
- Otto Rank
- Karl Abraham
- Carl Jung
- Ferenczi Sándor
- Isidor Isaak Sadger
- Helene Deutsch
- Alfred Adler
- Hanns Sachs
- Ludwig Binswanger
- Carl Alfred Meier
- Sabina Spielrein
- Margarete Hilferding[3]

## Fordítás
- Ez a szócikk részben vagy egészben  a   Vienna Psychoanalytic Society című angol Wikipédia-szócikk fordításán alapul.  Az eredeti cikk szerkesztőit annak laptörténete sorolja fel. Ez a jelzés csupán a megfogalmazás eredetét és a szerzői jogokat jelzi, nem szolgál a cikkben szereplő információk forrásmegjelöléseként.